# Louis Talamoni
Louis Talamoni, nascido em 20 de dezembro de 1912 em Vezzani e falecido em 30 de abril de 1975 em Coti-Chiavari, foi um político comunista francês, senador do Sena e depois de Val-de-Marne.

## Biografia
Em 1929, aos 17 anos, Louis Talamoni aderiu à Juventude Comunista, e ao Partido Comunista em 1932. Participou nos conflitos que levaram à criação da Frente Popular e mudou-se para Champigny-sur-Marne em 1939, onde se envolveu na vida local. Participou na libertação da Córsega nas fileiras dos Francs-tireurs et partisans (FTP). Após a guerra, foi eleito vice-prefeito das crianças de Champigny-sur-Marne em 1947.[carece de fontes?]
Como senador comunista e Presidente da Câmara de Champigny-sur-Marne (1950-1975), cuja população mais que duplicou durante o seu mandato, liderou uma importante política de solidariedade com os moradores da "bidonville" ("bairro de lata") da sua comuna, onde principalmente residiam imigrantes portugueses.[carece de fontes?]
Louis Talamoni foi homenageado em 2016 com um monumento comemorativo, erguido após uma subscrição no seio da comunidade portuguesa.
Como parlamentar, propôs em 1967 um estatuto para os imigrantes, e em 1968 uma indemnização para os franceses repatriados das ex-colónias francesas  .

## Detalhes das funções e mandatos
Mandatos parlamentares
8 junho 1958 - 26 abril 1959: Sénateur de la Seine
1 fevereiro 1963 - 30 abril 1975: Sénateur du Val-de-Marne

Mandatos locais
1950-1975: Autarca de Champigny-sur-Marne

### Artigos relacionados
- Champigny-sur-Marne

### Links externos
- «Talamoni Louis, ancien sénateur de la Seine». Senado.